# IC 4963
IC 4963 est une vaste galaxie spirale intermédiaire située dans la constellation du Télescope. Sa vitesse par rapport au fond diffus cosmologique est de 4 390 ± 30 km/s, ce qui correspond à une distance de Hubble de 64,7 ± 4,6 Mpc (∼211 millions d'al). Cette galaxie a été découverte par l'astronome américain DeLisle Stewart en 1901.

## Groupe d'ESO 185-54
Selon A. M. Garcia IC 4963 fait partie du groupe d'ESO 185-54. Ce groupe de galaxies renferme au moins neuf membres. Les autres galaxies sont NGC 6848, NGC 6855, NGC 6862, NGC 6867, IC 4935, IC 4950, IC 4952 et ESO 185-54.